# Мергеневський сільський округ
Мергене́вський сільський округ (каз. Мерген ауылдық округі, рос. Мергеневский сельский округ) — адміністративна одиниця у складі Акжаїцького району Західноказахстанської області Казахстану. Адміністративний центр — село Мергенево.
Населення — 1224 особи (2021; 1591 у 2009, 2069 у 1999, 2176 у 1989).
Станом на 1989 рік існувала Мергеновська сільська рада (села Горячкино, Мергеново, Юлаєво).

## Склад
До складу округу входять такі населені пункти:
| Населений пункт | Старі назви | Населення, осіб (1989) | Населення, осіб (1999) | Населення, осіб (2009) | Населення, осіб (2021) |
| --------------- | ----------- | ---------------------- | ---------------------- | ---------------------- | ---------------------- |
| Жолап, село     | Юлаєво      | 292                    | 278                    | 181                    | 45                     |
| Мергенево, село | Мергеново   | 1507                   | 1405                   | 1043                   | 913                    |
| Мойилди, село   | Горячкино   | 377                    | 386                    | 367                    | 266                    |